# 波多野村
波多野村（はたのそん）は奈良県北東部、山辺郡に属していた村。現在は山添村の一部。

## 歴史
- 1889年（明治22年）4月1日 - 町村制の施行により、春日村、大西村、菅生村、西波多村、嵩村、遅瀬村、中峯山村、広代村、中之庄村、吉田村、鵜山村、片平村、葛尾村、広瀬村が合併し波多野村が成立。
- 1897年（明治30年）9月28日 - 大字嵩が月瀬村に編入。
- 1956年（昭和31年）9月30日 - 豊原村、添上郡東山村と合併し、山添村が発足。同日波多野村消滅。

## 交通

### 道路
- 二級国道163号（現：国道25号）
  - 五月橋